# Watzelsdorf (Gemeinde Zellerndorf)

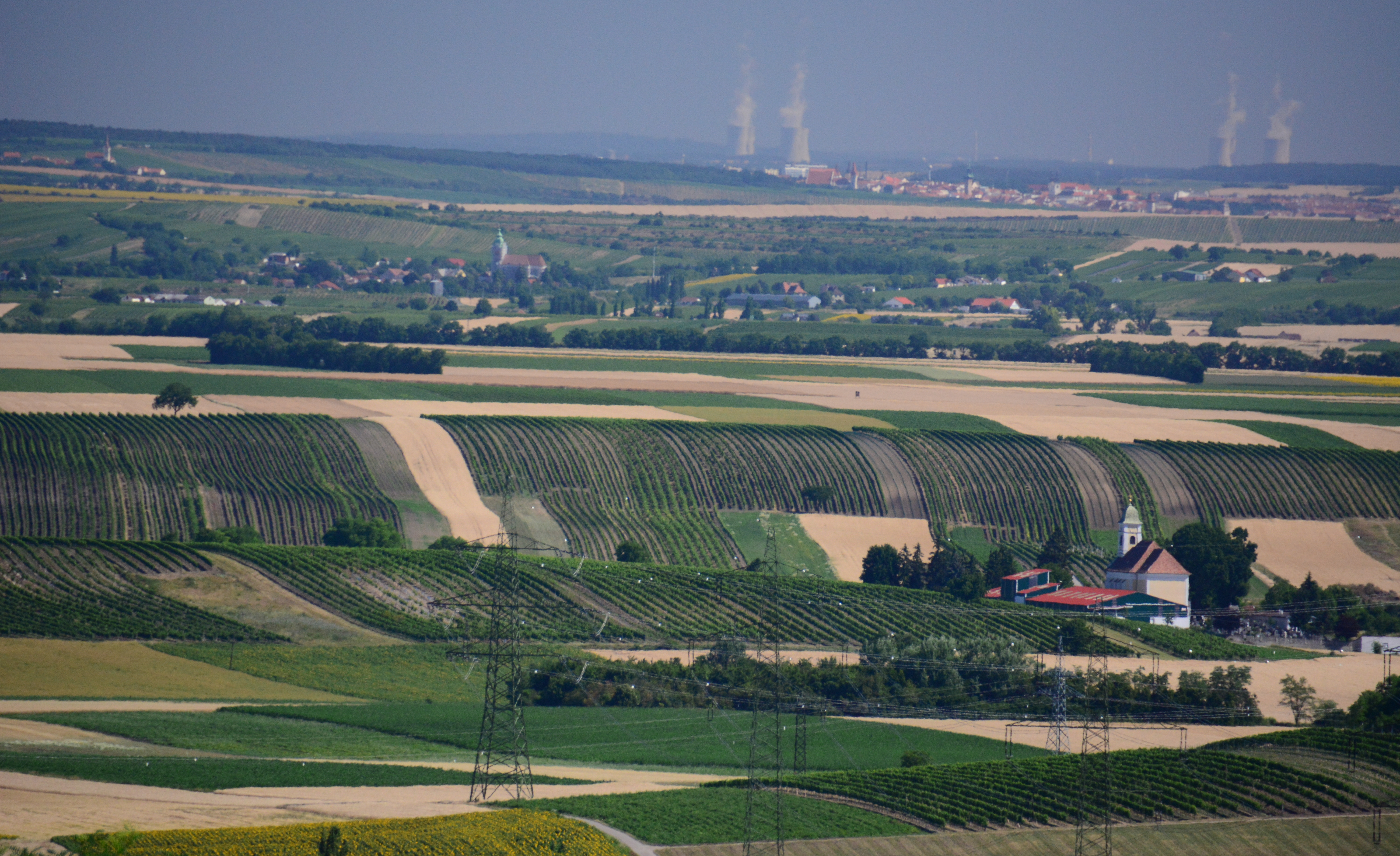
Watzelsdorf, vorne rechts

Watzelsdorf ist ein Ort und eine Katastralgemeinde in der Marktgemeinde Zellerndorf im Bezirk Hollabrunn in Niederösterreich. Die Ortschaft hat 433 Einwohner (Stand 1. Jänner 2024). Bis Ende 1970 war Watzelsdorf eine eigenständige Gemeinde.

## Lage
Das Straßendorf liegt südlich von Retz im Pulkautal.

## Verbauung
Der Ort zeigt eine geschlossene Verbauung durch Zwerchhöfe entlang der Hauptstraße in einer gestaffelten Anordnung.

## Geschichte
Es gibt Funde für eine neolithische, bronzezeitliche und frühmittelalterliche Besiedlung.
Der Ort wurde 1180 urkundlich genannt.
Bei der Schlacht bei Hollabrunn und Schöngrabern im Jahr 1805 wurde Watzelsdorf schwer in Mitleidenschaft gezogen und Pferde, Vieh sowie Vorräte konfisziert.
Laut Adressbuch von Österreich waren im Jahr 1938 in der Ortsgemeinde Watzelsdorf ein Bäcker, ein Binder, zwei Dachdecker, zwei Fleischer, drei Friseure, zwei Gastwirte, drei Gemischtwarenhändler, eine Hebamme, ein Landesproduktehändler, ein Maler, eine Mühle, ein Rohproduktehändler, zwei Schmiede, ein Schneider und drei Schneiderinnen, zwei Schuster, drei Tischler, ein Wagner und ein Weinhändler ansässig.
Mit 1. Jänner 1971 wurden im Zuge der Niederösterreichischen Kommunalstrukturverbesserung die bis dahin selbständigen Gemeinden Pillersdorf, Deinzendorf, Dietmannsdorf, Watzelsdorf und Zellerndorf zu Zellerndorf fusioniert.

## Kultur und Sehenswürdigkeiten

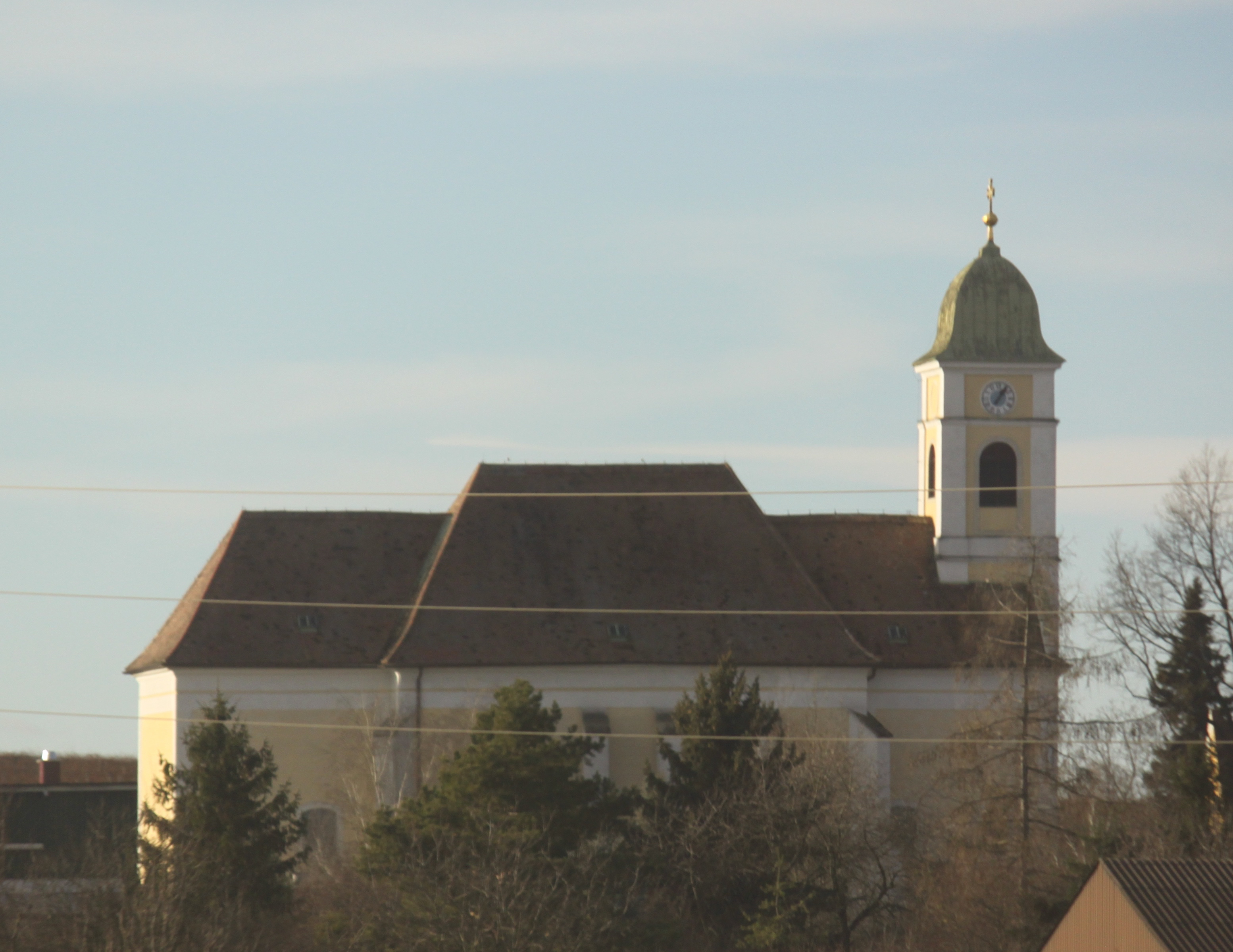
Pfarrkirche Watzelsdorf

- Katholische Pfarrkirche Watzelsdorf Kreuzerhöhung
- Wegkapelle Watzelsdorf
- Mühlenanlage Reibenbacher
- Vogthaus Watzelsdorf
- Presshaus Watzelsdorf
- Bildsäule Maria Immaculata
- Bildstock Johannes Nepomuk

## Partnerschaften
Partnerort von Watzelsdorf ist das Dorf Bergenweiler, Teilort der Gemeinde Sontheim an der Brenz, in Baden-Württemberg, Deutschland. Diese Ortsfreundschaft entstand über die Feuerwehren der beiden Orte und wird seit 1981 aktiv mit regelmäßigen Besuchen, auch außerhalb des Feuerwehrwesens, gelebt.